# Bahr al-Arab
Il fiume Bahr al-Arab (anche chiamato con il nome di Fiume Kiir, scritto, in arabo بحر العرب ‘Baḩr al Arab) è un fiume che scorre nel Sudan del sud-ovest. Fa parte del bacino del fiume Nilo.
Le sue acque sfociano nel fiume Bahr al-Ghazal e quelle del Bahr al-Ghazal a sua volta sfociano in quelle del Nilo Bianco.
Il fiume attraversa le regioni Sudanesi di Darfur e di Kordofan, forma il confine tra il Darfur e il Bahr al-Ghazal e fa da frontiera tra il Sudan del Nord ed il Sudan Meridionale. Per centinaia d'anni il Bahr al-Arab è stato il confine tra i due gruppi etnici dei Dinca e dei Baggara.
In arabo Bahr al-Arab significa il Fiume degli Arabi mentre i Dinca lo chiamano il fiume Kiir. Tradizioni orali tramandano che il fiume è stato, da sempre, frontiera di guerre tra le popolazioni Dinca e Baggara.

## Percorso
Il fiume ha origine da diversi tributari che scorrono dalle pendici del Massiccio dei Bongo e dal Jebel Marra nel Darfur, nella zona che è vicina al confine con il Congo e la Repubblica Centrafricana. I fiumi Adda e Umbelasha scorrono dal Massiccio dei Bongo per unirsi al fiume Ibrah (Wadi Ibrah) che scorre dal versante sud del Jebel Marra. Formatosi da questi tributari, il fiume Bahr al-Arab scorre poi verso est facendo da confine alle regioni del Darfur e del Bahr al-Ghazal per poi proseguire ancora nella parte meridionale del Kordofan. Alcuni dicono che il Bahr al-Arab confluisca nel Jur, altri invece affermano che il Jur, invece di confluire con il Bahr al-Arab, confluisca prima con il Bahr al-Ghazal; non è agevole dare una risposta univoca, a causa della natura paludosa del Sudd, la zona in cui il fiume termina il suo percorso, piena di acquitrini e stagni. Il fiume Lol confluisce con il Bahr al-Arab dalla parte sud, subito prima la confluenza con il fiume Jur.
Il Bahr al-Arab possiede il più grande bacino tra i fiumi della regione di Bahr al-Ghazal. Nonostante questo, a paragone con i fiumi del sud della regione, possiede poca acqua che oltretutto scorre molto lentamente.

## Storia
Durante la Seconda Guerra Civile Sudanese, la zona del fiume fu teatro di scontri tra le forze armate del Sudan e del Sudan Meridionale. Nei primi anni ottanta molte persone hanno sofferto la siccità e la perdita del raccolto agricolo. Siccome molte persone, compresi quelli di etnia Baggara, dovettero traslocare verso le zone più fertili del meridione, esse incominciarono a venire in conflitto con quelle di etnia Dinca. Allora i Baggara, aiutati dalle forze militari Sudanesi (arabe) cercarono di far breccia nelle linee nemiche dell'Esercito di Liberazione del Popolo di Sudan (le forze armate del Sudan Meridionale, cristiano). Le milizie Baggara, conosciute con il nome di "murahileen", hanno dato guerra all'Esercito di Liberazione del Popolo di Sudan per gran parte degli anni ottanta. Verso la fine degli anni ottanta la zona attraversata dal fiume Bahr al-Arab era stata per la gran parte devastata e la sua popolazione decimata.